# اوجوس (فلوریدا)
اوجوس (به انگلیسی: Ojus) یک منطقهٔ مسکونی در ایالات متحده آمریکا است که در شهرستان میامی-دید، فلوریدا واقع شده‌است. اوجوس ۸٫۵ کیلومتر مربع مساحت و ۱۶٬۶۴۲ نفر جمعیت دارد و ۳ متر بالاتر از سطح دریا قرار دارد.